# Ascidiacea

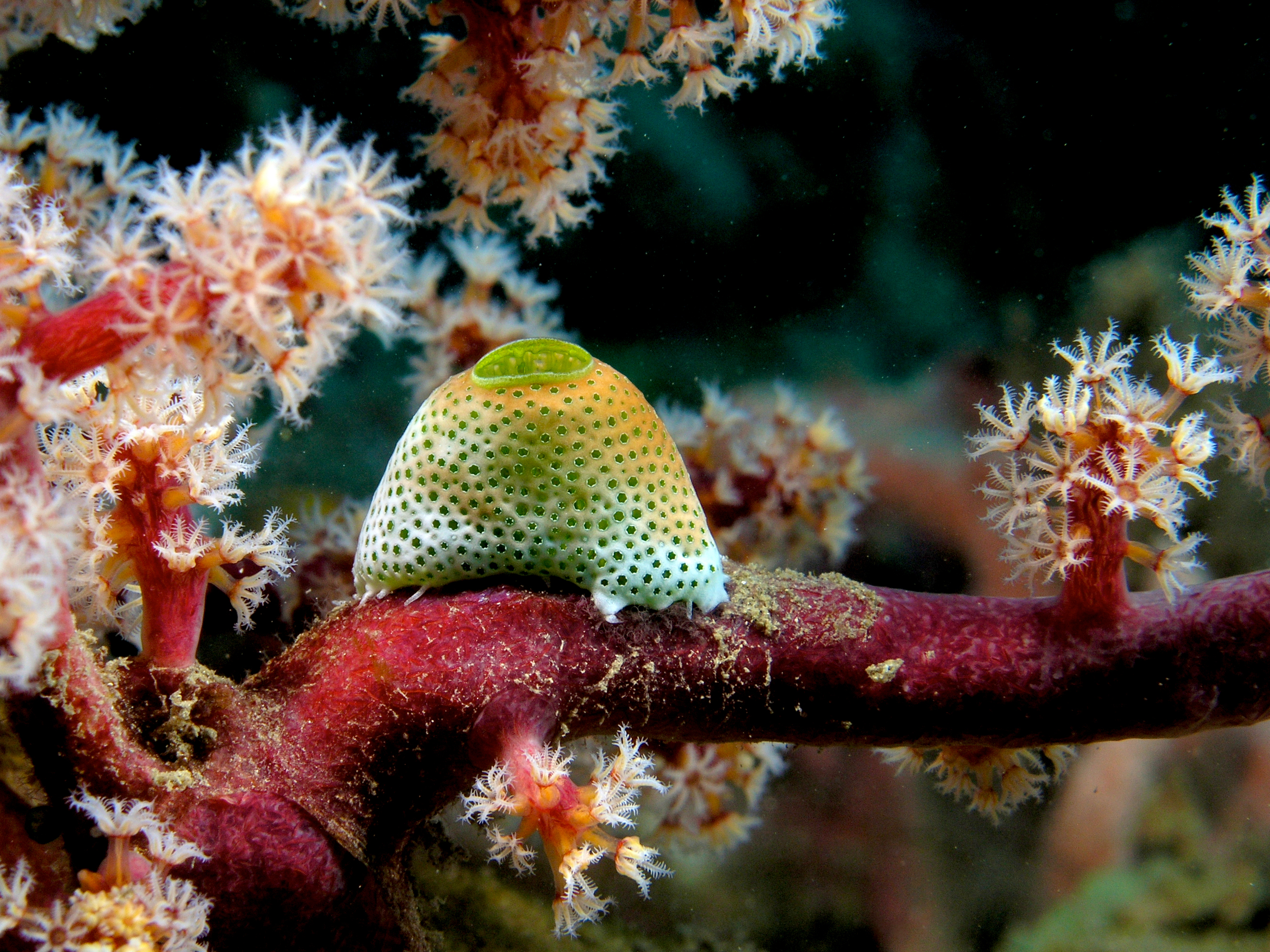
Ascidiacea da espécie Atriolum robustum sobre coral mole da espécie Siphonogorgia godeffroyi.

Larva lecitotrófica e adulto.

Ascídias (Filo: Chordata, Classe: Ascidiacea) compreendem a classe mais diversa do subfilo Tunicata (também conhecido como Urochordata). Foram descritas aproximadamente 3000 espécies em todos os habitats marinhos . Podem ser encontradas tanto solitárias como em colônias, apresentando diversas cores e formas, ou mesmo serem imperceptíveis. São animais bentônicos, sésseis quando adultos, porém quando no estágio larval, se locomovem para encontrar um substrato para fixação. Em algumas espécies podem fixar-se num substrato e voltar a nadar antes da fixação num substrato definitivo . Alimentam-se por filtração de alimentos em suspensão.

## Descrição
Os indivíduos adultos apresentam pouca semelhança com os típicos cordados, embora o seu estágio larval de curta duração apresente todas as características principais do filo Chordata: cordão nervoso dorsal tubular, notocorda, fendas faríngeas rudimentares e cauda pós-anal. Outra característica importante é a presença do endóstilo na faringe, que é considerado homólogo da glândula tireóidea dos vertebrados . A larva lecitotrófica sofre metamorfose e perde todas essas características, exceto o endóstilo e as fendas faríngeas rudimentares, que tornam-se funcionais e multiplicam-se para formar os sacos branquiais. Todas as ascídias são hermafroditas, mas evitam autofertilização produzindo gametas femininos e gametas masculinos em momentos diferentes. Possuem alto potencial invasor, na maioria das vezes causando prejuízos ecológicos .
Estudos químicos e bioquímicos de ascídias têm levado a descoberta de compostos com propriedades farmacológicas. A principal aplicação desses compostos têm sido como agentes antitumorais, assim como também estão sendo desenvolvidos agentes anti-HIV a partir desses compostos. Também foi descoberto que no esôfago da ascídia Styela clava existem células endócrinas que secretam um hormônio semelhante à insulina humana . Além disso, muitas espécies solitárias são cultivadas para a alimentação no Japão, Coréia, França e Chile  ou extraídas diretamente de costas rochosas para consumo humano ou isca.

## Diversidade e ocorrência

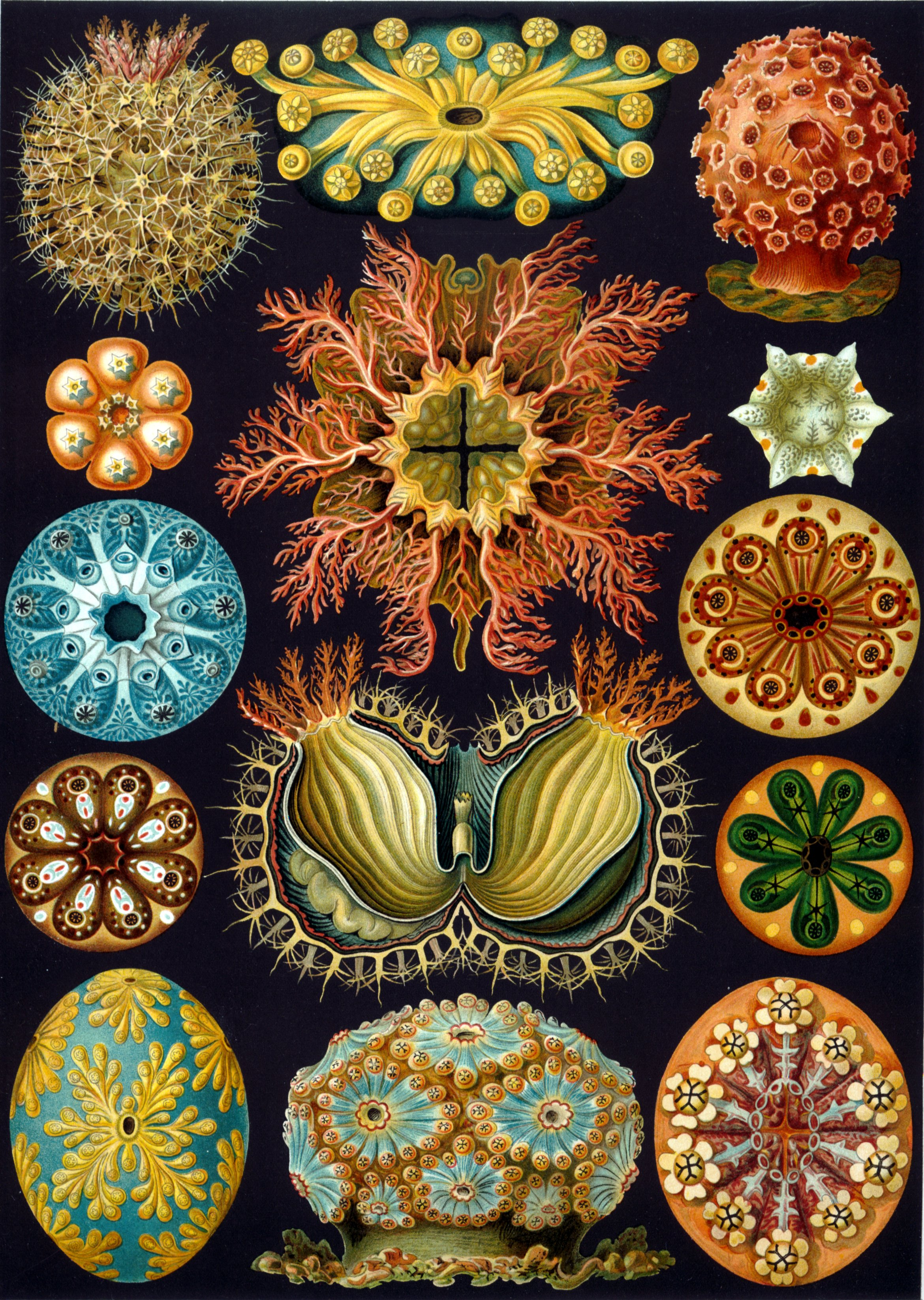
Ilustrações de ascídias feitas por Ernst Haeckel.

As ascídias compreendem a maior e mais diversa classe do sub-filo Tunicata (Urochordata), totalizando aproximadamente 3000 espécies já descritas e todas de ambiente marinho. Os indivíduos adultos apesar de serem sésseis habitam uma grande diversidade de habitats como sedimentos moles, recifes de coral e substratos rochosos. Podem ser encontradas desde ambientes quentes até ambientes frios como na Antártica. Além disso, podem sobreviver em ambientes com salinidade abaixo de 20-25%) ou acima de 44% . Espécies da Antártida podem tolerar baixas temperaturas da água como -1,9 °C, enquanto que outras espécies podem sobreviver em temperaturas acima de 35 °C no Golfo Pérsico. Tem ocorrência em todo o mundo, no Brasil foram encontradas 57 espécies .

## Parede do corpo e sustentação
As ascídias possuem um epitélio simples recoberto por uma túnica bem desenvolvida e de matriz composta por um carboidrato chamado tunicina. A túnica fornece suporte e proteção, varia de macia e gelatinosa a resistente e coriácea, às vezes, inclui espículas calcárias. No entanto, esse revestimento não é inerte já que contém amebócitos e, em alguns casos, células e vasos sanguíneos. Algumas ascídias abrigam algas simbiontes em suas túnicas. Faixas musculares situam-se abaixo da epiderme, esses músculos localizam-se no interior de um mesênquima produzido pela ectoderme, chamado manto. Músculos longitudinais que se estendem ao longo da parede corpórea servem para puxar os sifões abertos junto do corpo, que são dois: o sifão inalante e o sifão exalante. Músculos circulares do esfíncter fecham as aberturas dos sifões. A cavidade do corpo foi perdida, concomitantemente, com a evolução de uma câmara de água denominada átrio, que funciona na filtração .

## Digestão

Anatomia de uma Ascídia.

Por serem animais filtradores de suspensão, sua alimentação está baseada em partículas alimentares suspensas na água. Algumas espécies como as da família Octacnemidae são consideradas em parte ou totalmente carnívoras , mas todas as outras espécies de ascídias são alimentadas da captura de partículas em suspensão. Seu sistema digestório é composto por um esôfago, estômago e intestino. Em todas as ascídias estudadas até o momento o estômago é o principal local de digestão e absorção de alimentos . Anteriormente ao seu trato digestório, localiza-se uma cesta branquial, que está conectada ao endóstilo que produz uma rede de muco e o transporta ao longo do interior da mesma. A água que entra nas ascídias é bombeada através do sifão inalante, com o auxílio de cílios localizados na cesta branquial que criam uma corrente de água, as partículas ao entrarem no sifão inalante são presas nessa rede de muco, permitindo assim que o animal faça uma seleção de partículas a serem ingeridas . As partículas ingeridas se direcionam para o esôfago, depois para o estômago, onde vai ocorrer a digestão, por fim para o intestino para que os restos sejam liberados pelo ânus no átrio, para serem expulsos pelo sifão exalante.

## Circulação
Nos tunicados o sistema circulatório é pouco desenvolvido, mas é bem visualizado nas ascídias, que possuem um coração tubular curto situado póstero-ventralmente no corpo, próximo ao estômago e atrás da cesta faríngea. O coração é circundado por uma cavidade pericárdica. Os vasos sanguíneos estendem-se anterior e posteriormente, abrindo-se em espaços em torno dos órgãos internos, e fornecem, também, suprimento sanguíneo à túnica. O batimento cardíaco é por ação peristáltica e a direção desse movimento é, periodicamente, revertida, fluindo sangue através do coração primeiro em uma direção e depois em outra. A fisiologia e a função sanguínea ainda não foi completamente compreendida, havendo apenas especulações .

## Trocas gasosas
Ocorre através da parede do corpo, especialmente através dos revestimentos da faringe e do átrio. Pouco se conhece acerca da fisiologia respiratória desses animais .

## Excreção
Na maioria das ascídias originam-se duas evaginações da parede posterior da faringe, que se situam ao longo de cada lado do coração. Estas estruturas são denominadas cavidades epicardíacas, que em algumas espécies funciona no acúmulo de produtos residuais nitrogenados, pela formação de cápsulas de estocagem denominadas vesículas renais. Além destas vesículas e de certas células sanguíneas (nefrócitos), é provável que muito do resíduo metabólico seja eliminado do corpo por simples difusão .

## Sistema nervoso e órgãos do sentido
Um pequeno gânglio cerebral situa-se dorsalmente à extremidade anterior da faringe, originando poucos nervos para várias partes do corpo, especialmente músculos e áreas dos sifões. Um tubo nervoso dorsal bem desenvolvido está presente na cauda de suas larvas, mas essa estrutura é perdida durante a metamorfose. Possuem uma glândula neural localizada entre o gânglio cerebral e a porção antero-dorsal da faringe. Essa glândula abre-se para a faringe através de um pequeno duto, mas sua função é desconhecida. Os receptores sensoriais são pouco desenvolvidos, embora prevaleçam neurônios sensoriais táteis em torno dos sifões .

## Reprodução e desenvolvimento
Embora as ascídias sejam hermafroditas, muitas espécies são incapazes de fecundar seus próprios ovos . A reprodução sexuada em ascídias coloniais ocorre através da produção de gametas do macho e da fêmea, logo depois ocorre o lançamento do esperma para o meio ambiente, levando os gametas masculinos para indivíduos femininos da colônia e por fim ocorre uma fecundação interna. A reprodução assexuada em formas coloniais ocorre de muitas maneiras: uma colônia pode dividir-se por fragmentação ou fissão, ou zoóides podem replicar-se dentro uma colônia por brotamento. Enquanto que ascídias coloniais normalmente retém a ninhada e seus ovos, as ascídias solitárias liberam seus ovos e esperma na água para a fertilização externa . Após a fertilização, o tipo de desenvolvimento encontrado nas ascídias é o desenvolvimento holoblástico bilateral, onde o primeiro plano de divisão estabelece o plano de simetria do embrião, dividindo o embrião em lado direito e lado esquerdo. Logo depois esse embrião irá se desenvolver numa larva lecitotrófica, que é um estágio de curta duração das ascídias. Essa larva possui um sistema nervoso central bem desenvolvido que se assemelha ao dos vertebrados, além disso, possui vários receptores sensoriais que funcionam na fixação, e provavelmente na seleção do substrato. Os indivíduos adultos apresentam pouca semelhança com os típicos cordados, embora o seu estágio larval de curta duração apresente todas as características principais do filo Chordata: cordão nervoso dorsal tubular, notocorda, fendas faríngeas rudimentares e cauda pós-anal, essa larva sofre metamorfose e posteriormente perde todas essas características, exceto o endóstilo e as fendas faríngeas rudimentares, que tornam-se funcionais e multiplicam-se para formar os sacos branquiais.

## Importância ecológica

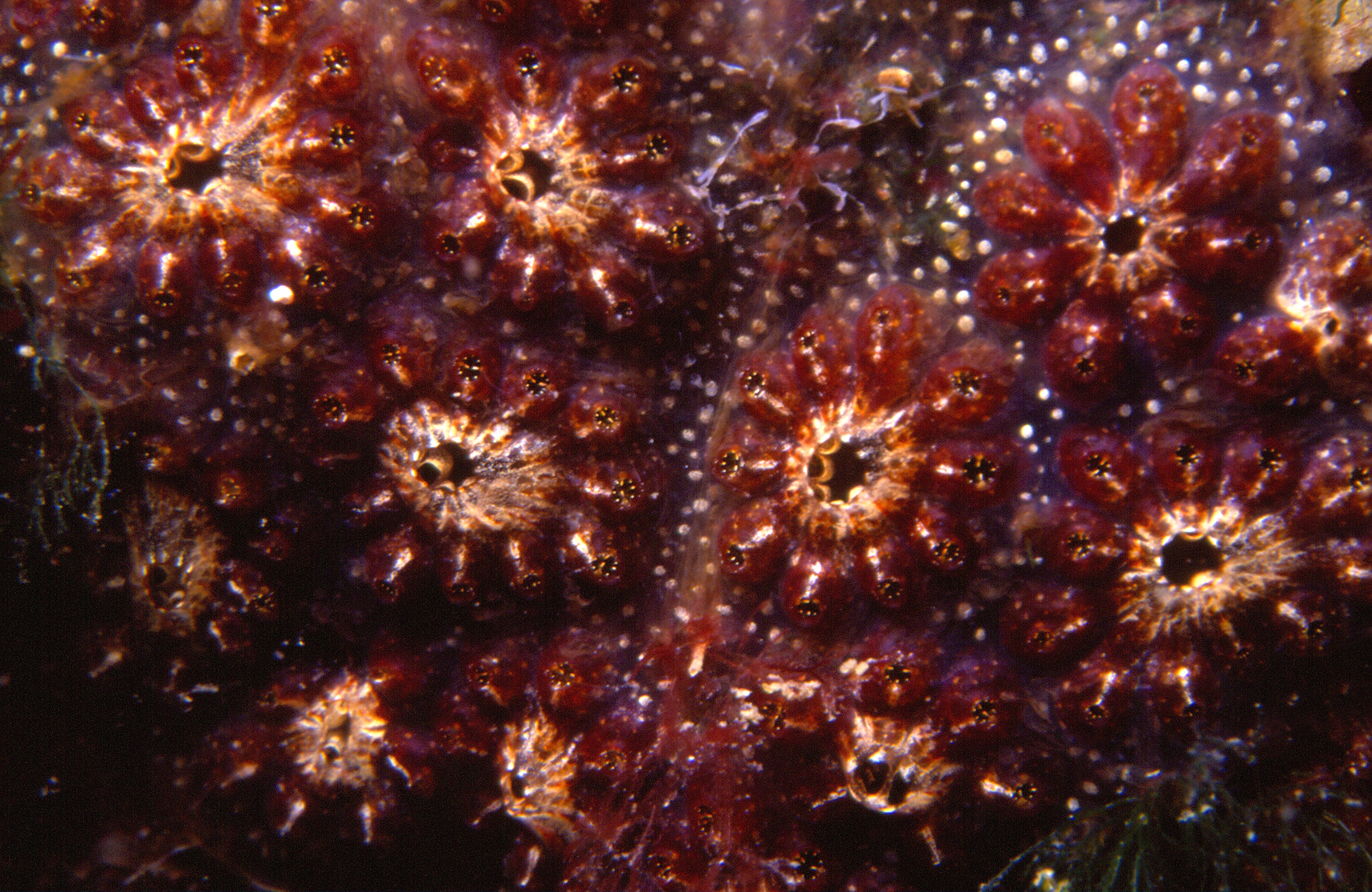
Botryllus schlosseri (Pallas, 1766).

Ascídias são componentes importantes das comunidades bentônicas de substrato consolidado e o desenvolvimento de suas comunidades é regulado por variáveis ambientas como temperatura, sedimentação, salinidade, luz e hidrodinamismo . Incluem um papel ecológico como bioindicadores por apresentarem características importantes. Por exemplo, como são animais com alto poder de filtração, desempenha um papel significativo na purificação da água e influenciam na quantidade de nutrientes, de poluentes em suspensão e do plâncton  . A eficiente habilidade de filtração das ascídias pode ser a chave para a recente exploração populacional de varias espécies, que habitam desde zona entre - marés até grandes profundidades, e pode ser vinculada ao aumento da densidade bacteriana e de sedimentos em suspensão . Muitas espécies são tolerantes a grandes variações ambientais. Crescem rapidamente, alcançam a maturidade sexual em poucas semanas e podem ter um longo período reprodutivo, tornando-se potencias invasores e contribuindo para a questão da incrustação em regiões pontuarias</ref>.  Algumas espécies de ascídias são, mas abundantes em ambientes poluídos como portos e áreas indústrias, onde o excesso de partículas orgânicas e a proliferação de bactérias são recursos alimentares para os animais filtradores, particularmente as ascidias  Sendo assim,  as ascídias como bioindicadores reagem a alterações ambientais com a modificação de suas funções vitais normais e/ou da sua composição química, refletindo o atual quadro ambiental .

## Ascídias na alimentação humana
Em algumas partes do mundo as ascídias fazem parte da alimentação humana, principalmente as espécies solitárias cultivadas no Japão, Coréia, França e Chile  ou extraídas diretamente de costas rochosas para consumo humano ou isca. Geralmente as espécies utilizadas são de grande porte e de fácil coleta.  No Chile são as Piuras chilenas, que podem alcançar 10 cm e são comercializadas frescas ou enlatadas. São de duas espécies: Pyura chilensis – de forte sabor e Pyura praeputialis. Na Europa, espécies de Microcosmus (“violets”) são comidas frescas por todo o Mediterrâneo (França, Espanha, Itália e Grécia). E no Oriente, os japoneses cultivam e cozinham maboyas vermelhas (Halocynthia roretzi) , umas das mais populares espécies de ascídia no nordeste do Japão . Enquanto que na Coréia a preferência é por Styela clava.

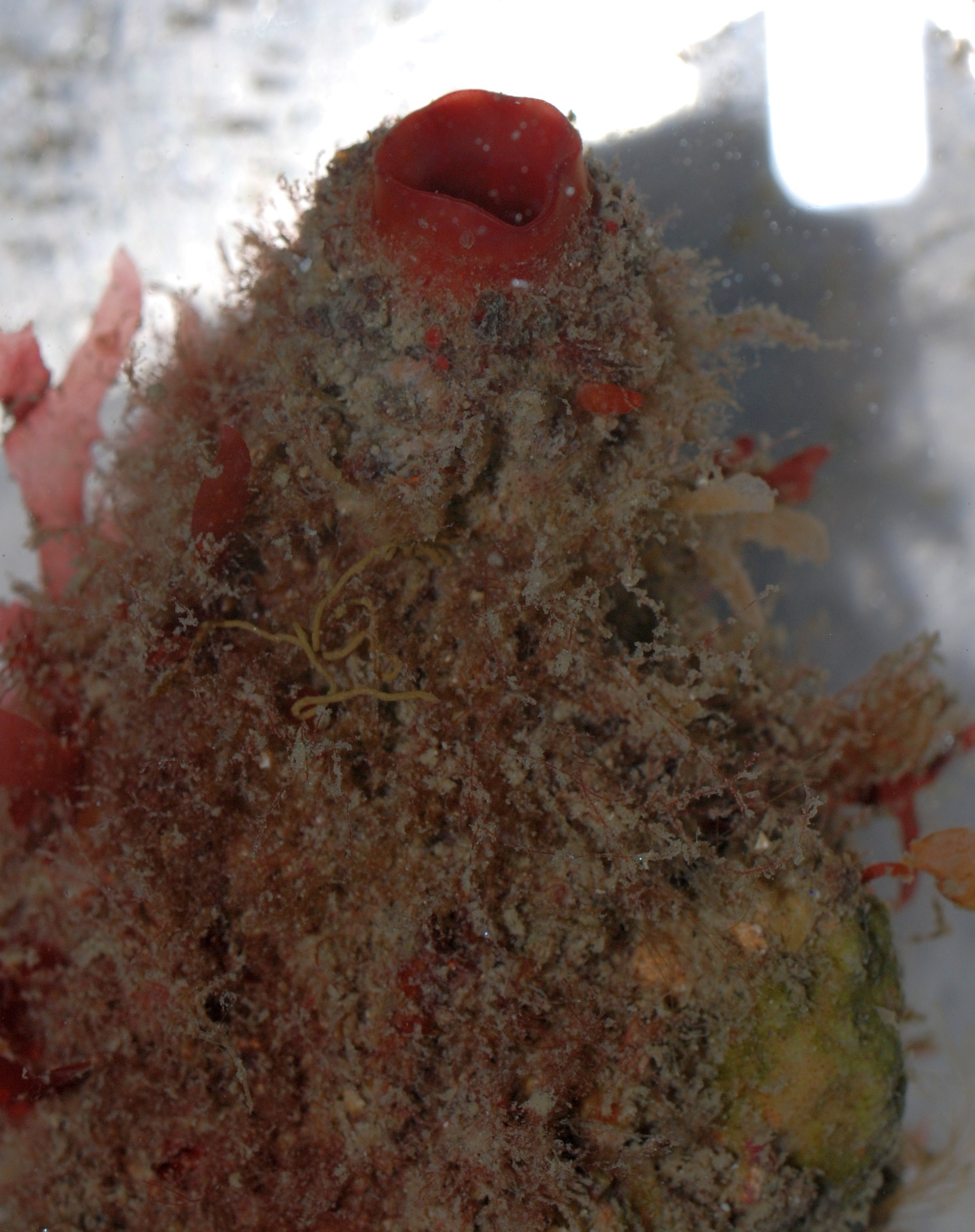
Microcosmus sp
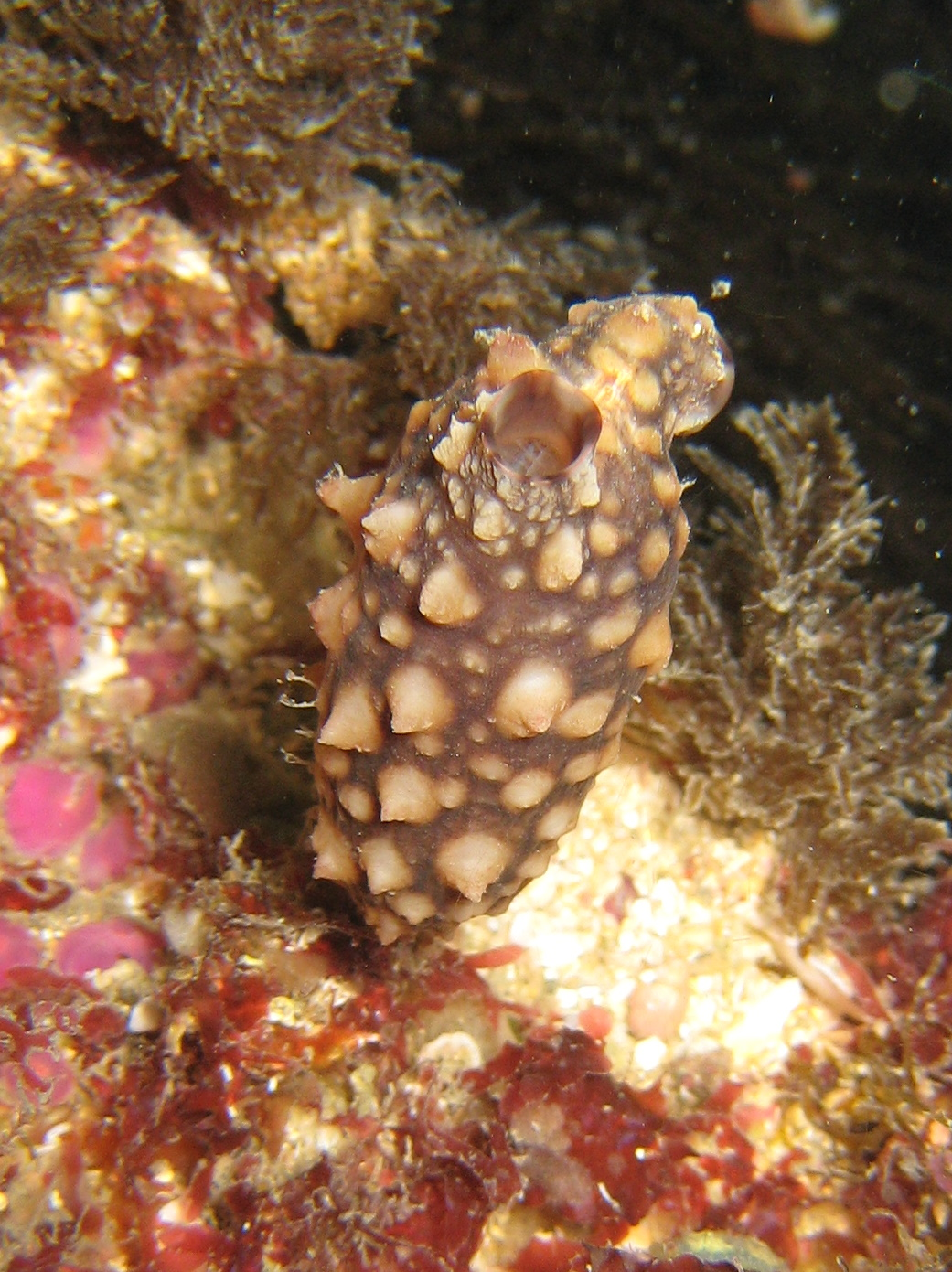
Styela clava
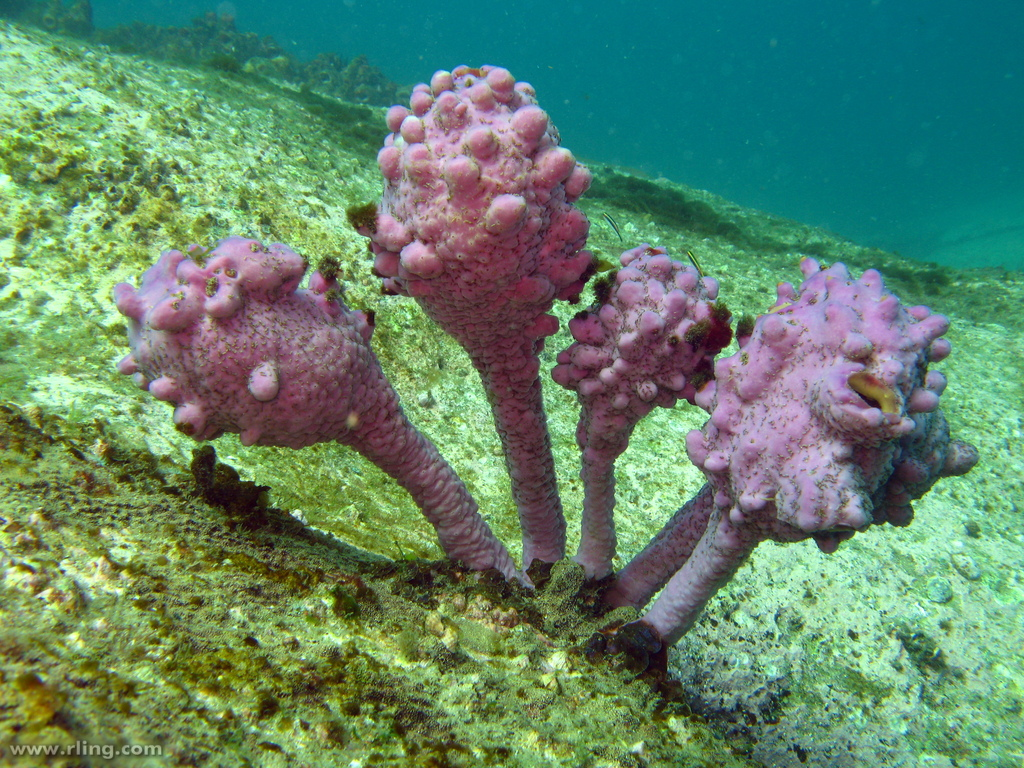
Pyura spinifera

## Ascídias na saúde humana
Estudos químicos e bioquímicos mostraram o potencial farmacológico de compostos encontrados em ascídias, tendo como principal utilização como agente antitumoral. Trabectedina e Aplidina são agentes antitumorais retirados de ascídias, Trabectedina retirado de Ecteinascidia turbinata está sendo testado em casos de câncer de ovário, sarcomas de tecidos moles, câncer de endométrio, câncer de mama, câncer de próstata, câncer de pulmão e microcíticos e sarcomas pediátricos. E Aplidina retirado de Aplidium albicanse está sendo testado para neoplasias malignas sólidas e hematológicas (mieloma múltiplo, linfoma não Hodgkiniano, leucemia linfoblástica aguda).Ascídias do gênero Botryllus estão sendo estudadas e tem ajudado a esclarecer como são as funções do vírus da AIDS, assim como, também estão sendo desenvolvidos agentes anti-HIV extraídos de compostos de Didemnum sp. E a ascídia Styela clava possui células endócrinas no esôfago que secretam um hormônio semelhante à insulina humana . Além disso, compostos antimaláricos foram isolados da solitária Microcosmus helleri, Ascidia sydneiensis e Phallusia nigra. Essa diversidade de atividade biológica se dá por muitas vezes a uma associação das espécies dessa classe com a diversidade de micro-organimos associados . Da espécie Eudistoma vannamei, foi isolado o micro-organismo Streptomyces sp, o qual produziu uma ditiolpirrolona altamente citotóxica em diversas linhagens tumorais .

## Filogenia
Os urocordados, provavelmente, apareceram muito cedo na linhagem dos cordados. O celoma foi perdido como a principal cavidade do corpo, em conjunto com a formação de uma câmara cloacal (átrio) ampla através da qual a água passa a partir do corpo após a filtração faríngea. Os mais antigos urocordados podem ter sido as ascídias, que como grupo adotou um estilo de vida séssil, associado à alimentação de material em suspensão e à perda da musculatura locomotora do adulto. Existem dúvidas se as fendas faríngeas das ascídias são homólogas aquelas dos hemicordados e cefalocordados.

## Galeria

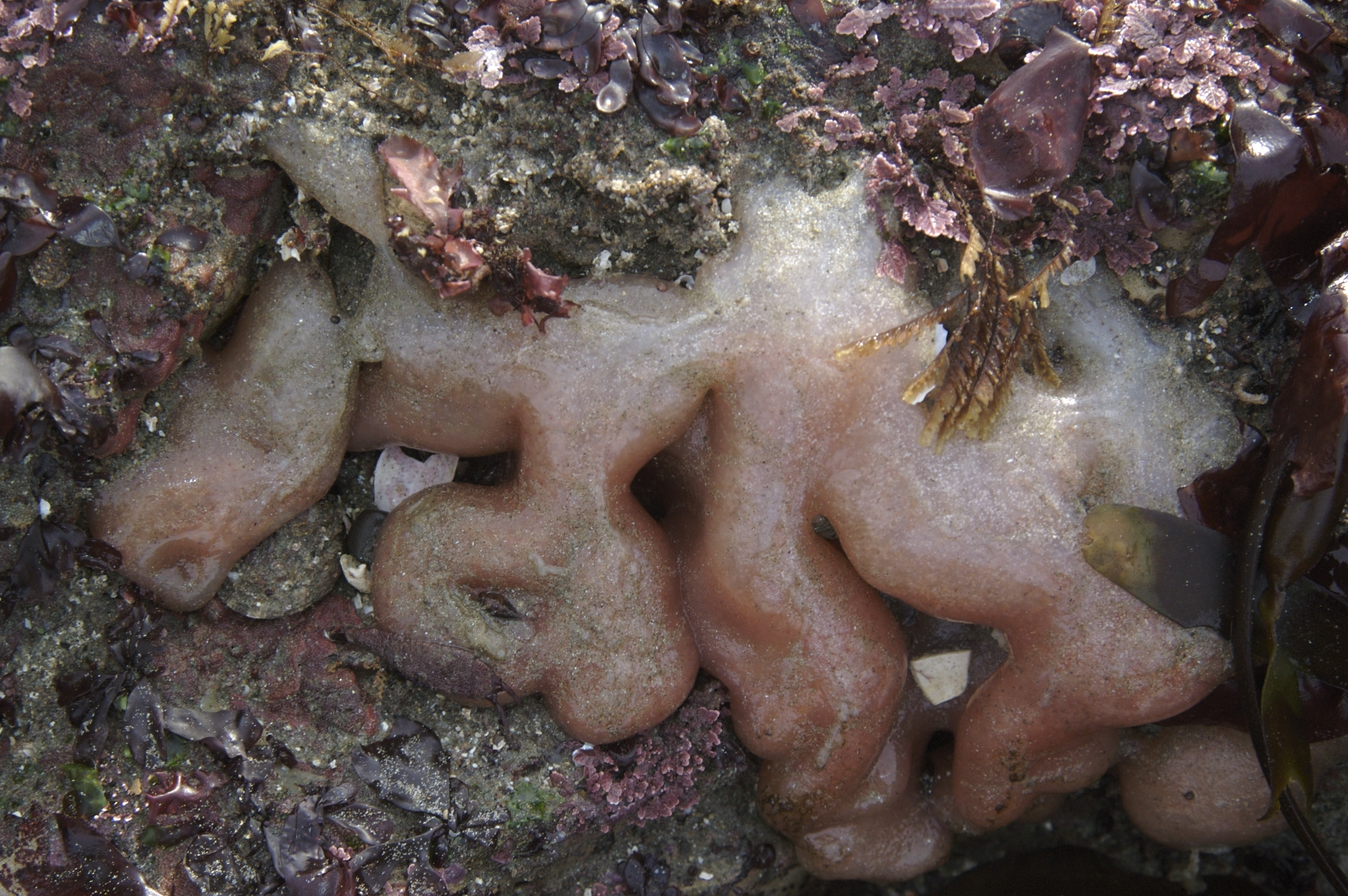
Aplidium californicum
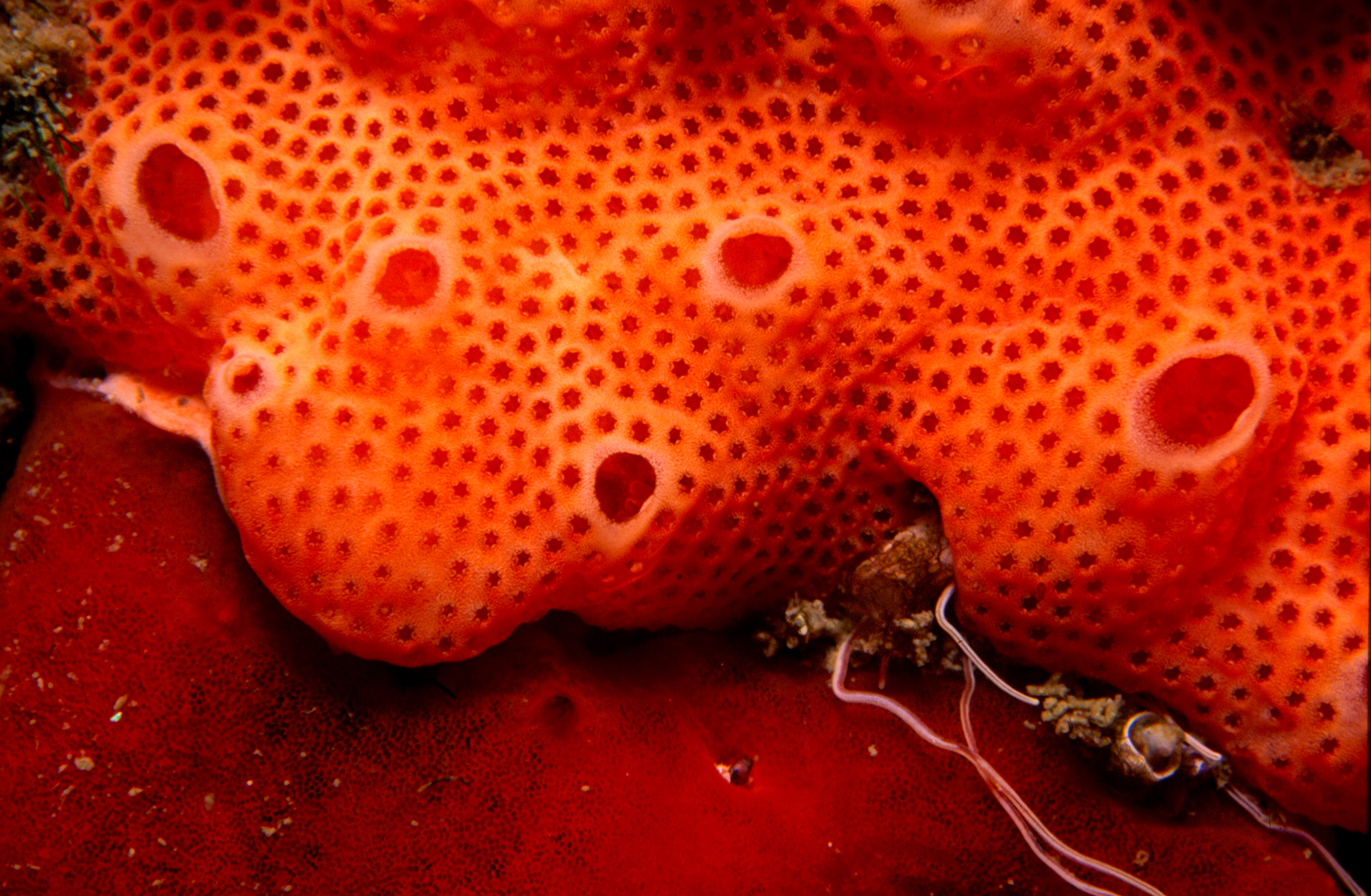
Didemnum fulgens
Phallusia nigraPhallusia nigra
BotryllusBotryllus
Ascidia sydneiensisAscidia sydneiensis
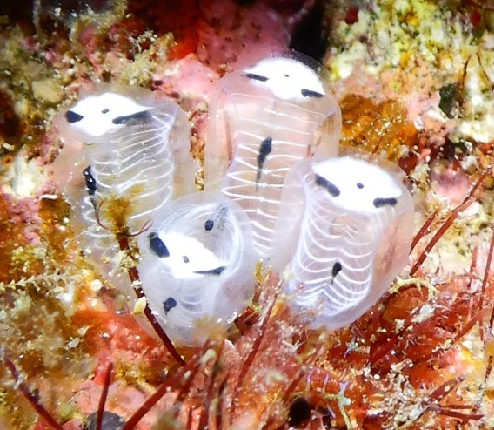
Clavelina ossipandae